# Idioma molo
El molo (malkan) es una lengua nilosahariana moribunda hablada por unos pocos molo de Sudán. Se estima que 100 personas hablan el idioma. Está considerada "en peligro crítico" según el Atlas de las Lenguas en Peligro de la UNESCO, con un centenar de hablantes, según datos de 1988. La mayoría de las personas que hablan molo también hablan árabe hablado sudanés o la lengua berta.